# Ễnh ương đốm
Ễnh ương đốm (danh pháp hai phần: Glyphoglossus guttulatus) là một loài ễnh ương trong họ Microhylidae. Chúng được tìm thấy ở Lào, Malaysia, Myanmar, Thái Lan, Việt Nam, và có thể cả Campuchia.
Các môi trường sống tự nhiên của chúng là các khu rừng ẩm ướt đất thấp nhiệt đới hoặc cận nhiệt đới, đầm nước ngọt có nước theo mùa, vườn nông thôn, và các khu rừng trước đây bị suy thoái nặng nề. Loài này đang bị đe dọa do mất môi trường sống.